# Liu Xiaodong
Liu Xiaodong (en chino simplificado: 刘小东, en chino tradicional: 劉小東, en pinyin: «Liú Xiǎodōng») es un artista chino, nacido en la ciudad de Liaoning en 1963. Es conocido por sus pinturas de estilo realista y también por su participación en proyectos cinematográficos.

## Formación pictórica
Nacido en la ciudad industrial de Liaoning (importante centro de la industria papelera china), se mudó con 17 años a Pekín para estudiar en la Facultad Central de Bellas Artes (中央美术学院), donde terminó sus estudios con una maestría de pintura al óleo. Completó sus estudios en Europa, en la Facultad de Bellas Artes de la Universidad Complutense de Madrid. Posteriormente, regresó a China y fue profesor de pintura en la Facultad Central de Bellas Artes de Pekín, el mismo centro donde se formó.

## Vida personal
Está casado con la pintora Yu Hong.

## Filmografía
- 1990: Liu protagonizó la primera película rodada por su amigo el director Wang Xiaoshuai, titulada Dōng chūn de rìzǐ.[4]
- 1993: Participó como director de arte en la película Běijīng Zázhǒng,[5] dirigida por Zhang Yuan.
- 2006: Protagonizó el documental Dōng, dirigido por Jia Zhangke. Esta película participó en 2006 en el Festival Internacional de Cine de Venecia y fue candidata al León de oro.